# Pita (futbolista)
Edvaldo Oliveira Chaves (nacido el 4 de agosto de 1958) es un exfutbolista brasileño que se desempeñaba como centrocampista.
Pita jugó 7 veces para la selección de fútbol de Brasil entre 1980 y 1987.

## Trayectoria

### Clubes
| Club                 | País    | Año         |
| -------------------- | ------- | ----------- |
| Santos               | Brasil  | 1977 - 1984 |
| São Paulo            | Brasil  | 1985 - 1988 |
| Estrasburgo          | Francia | 1988 - 1989 |
| Guarani              | Brasil  | 1989 - 1990 |
| Fujita Industries    | Japón   | 1991 - 1992 |
| Nagoya Grampus Eight | Japón   | 1993        |
| Internacional        | Brasil  | 1994        |

### Selección nacional
| Selección | País   | Año         |
| --------- | ------ | ----------- |
| Absoluta  | Brasil | 1980 - 1987 |

## Estadística de equipo nacional
| Selección de fútbol de Brasil | Selección de fútbol de Brasil | Selección de fútbol de Brasil |
| Año                           | Partidos                      | Goles                         |
| ----------------------------- | ----------------------------- | ----------------------------- |
| 1980                          | 2                             | 0                             |
| 1981                          | 1                             | 0                             |
| 1982                          | 0                             | 0                             |
| 1983                          | 2                             | 0                             |
| 1984                          | 0                             | 0                             |
| 1985                          | 0                             | 0                             |
| 1986                          | 0                             | 0                             |
| 1987                          | 2                             | 0                             |
| Total                         | 7                             | 0                             |